# Euproctis mallalia
Euproctis mallalia är en fjärilsart som beskrevs av William Schaus 1927. Euproctis mallalia ingår i släktet Euproctis och familjen tofsspinnare. Inga underarter finns listade i Catalogue of Life.